# Kanisberget
Kanisberget este o arie protejată (arie specială de conservare — SAC, sit de importanță comunitară — SCI) din Suedia întinsă pe o suprafață de 1,1 ha, integral pe uscat.

## Localizare
Centrul sitului Kanisberget este situat la coordonatele 65°38′33″N 20°55′42″E / 65.6424°N 20.9282°E.

## Înființare
Situl Kanisberget a fost declarat sit de importanță comunitară în iunie 2001 pentru a proteja 1 specie de plante. Situl a fost protejat și ca arie specială de conservare în martie 2011.

## Biodiversitate
Situată în ecoregiunea boreală, aria protejată conține 1 habitat natural: Păduri fino-scandinave bogate în ierburi cu Picea abies.
La baza desemnării sitului se află o specie protejată de  plante: Calypso bulbosa.